# Aphytis phoenicis
Aphytis phoenicis är en stekelart som beskrevs av Debach och Rosen 1976. Aphytis phoenicis ingår i släktet Aphytis och familjen växtlussteklar.
Artens utbredningsområde är:
- Egypten.
- Israel.
- Saudiarabien.

Inga underarter finns listade i Catalogue of Life.